# Nanteuil-la-Forêt
Nanteuil-la-Forêt| é uma comuna francesa na região administrativa de Grande Leste, no departamento de Marne. Estende-se por uma área de 14,55 km². Em 2010 a comuna tinha 297 habitantes (densidade: 20,4 hab./km²).